# All Hail, Liberia, Hail!
All Hail, Liberia, Hail! là quốc ca của Liberia. Lời bài hát do Daniel Bashiel Warner (1815–1880), người sau này trở thành tổng thống thứ ba của Liberia, sáng tác; phần nhạc được viết bởi Olmstead Luca (1826–1869). Bài hát trở thành quốc ca chính thức khi Liberia giành được độc lập vào năm 1847.

## Lịch sử

### Đề xuất thay đổi lời ca năm 1974
Ngày 22 tháng 7 năm 1974, Cơ quan lập pháp Liberia đã thông qua một đạo luật cho phép tổng thống thành lập một ủy ban để xem xét khả năng thay đổi một số biểu tượng quốc gia, bao gồm cả "All Hail, Liberia, Hail!" và quốc kỳ. Tổng thống William Tolbert đã bổ nhiệm 51 thành viên vào Ủy ban Đoàn kết Dân tộc (Commission on National Unity), do McKinley Alfred Deshield Sr. đứng đầu, còn được gọi là Ủy ban Deshield. Ủy ban được giao nhiệm vụ xem xét lại các biểu tượng và loại bỏ những yếu tố gây chia rẽ. Báo cáo của ủy ban được trình vào ngày 24 tháng 1 năm 1978. Báo cáo khuyến nghị thay thế từ "benighted" trong quốc ca bằng từ "undaunted". Tuy nhiên, đề xuất thay đổi này chưa bao giờ được thực hiện.(tr107–109)

## Lời bài hát
| I 𝄆 All hail, Liberia, hail! (All hail!) 𝄇 This glorious land of liberty Shall long be ours. 𝄆 Though new her name, Green be her fame, And mighty be her powers, 𝄇 𝄆 And mighty be her powers, 𝄇 In joy and gladness With our hearts united, We'll shout the freedom Of a race benighted, Long live Liberia, happy land! 𝄆 A home of glorious liberty, By God's command! 𝄇 II 𝄆 All hail, Liberia, hail! (All hail!) 𝄇 In union strong success is sure We cannot fail! 𝄆 With God above Our rights to prove We will o'er all prevail, 𝄇 𝄆 We will o'er all prevail, 𝄇 With heart and hand Our country's cause defending We'll meet the foe With valor unpretending. Long live Liberia, happy land! 𝄆 A home of glorious liberty, By God's command! 𝄇 |